# 切羅基七氏族
切羅基七氏族是由於在切羅基人的社會中，建立在血緣關係上的氏族是社會中最重要的單位。由於傳統的切羅基人是母系社會，因此一個人的身分是經由其母親所屬的氏族而得到確定。而這套氏族制度也作為社會規範及婚姻的參考，如在婚姻中不可與來自同個氏族的成員通婚，否則就是犯了禁忌。

## 七氏族
每個氏族都有屬於自己的圖騰，而這些圖騰很常與其氏族所擅長的事物及職業掛勾，且切羅基人相信他們可以擁有圖騰所擁有的能力。

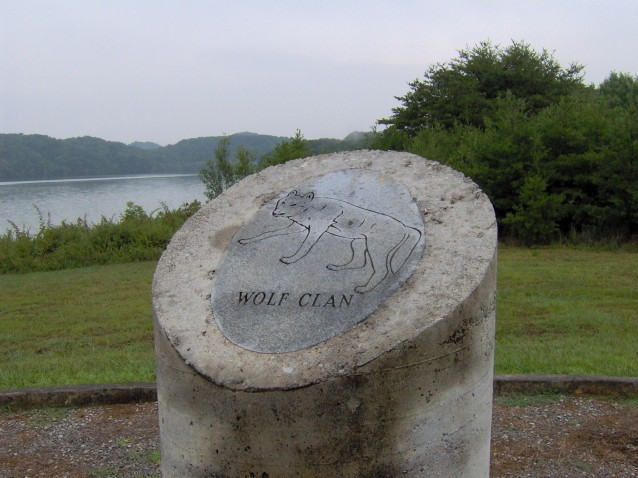
狼

### 狼Aniwahya
狼氏族象徵戰爭是七氏族中勢力最大及強勢的氏族。切羅基歷史上多數的戰爭英雄多來自這個氏族。而他們也是厲害的獵人，在切羅基人的社會中僅有他們有資格獵狼。
在社會中他們負擔著教育族人關於忠誠及自衛等戰爭的知識。而他們氏族的象徵顏色是紅色，象徵的樹木是山胡桃而他們的旗幟是紅底白星。

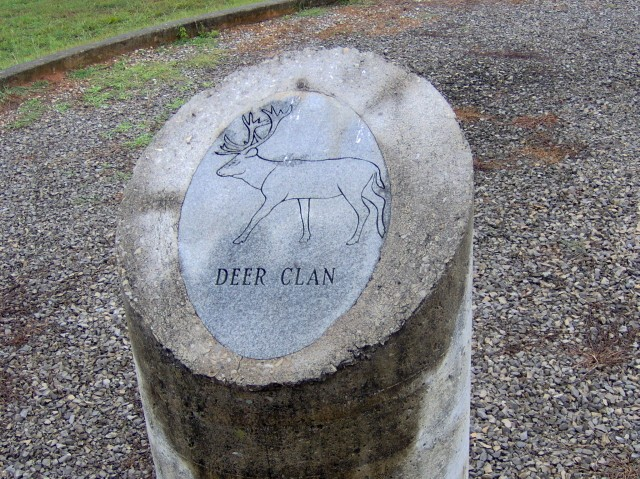
鹿

### 鹿Anikawi
鹿氏族象徵和平，他們是出色的獵鹿高手，他們住在喬治亞州奇卡莫加的西南方一帶。他們被視為快跑選手及出色的傳信人是部落中厲害的運動人士。
在社會中他們負擔著教育族人關於鹿的知識及感謝鹿替族人奉獻食物及毛皮的精神。而他們氏族的象徵顏色是棕色，象徵的樹木是橡樹而旗幟則是紫底黃星

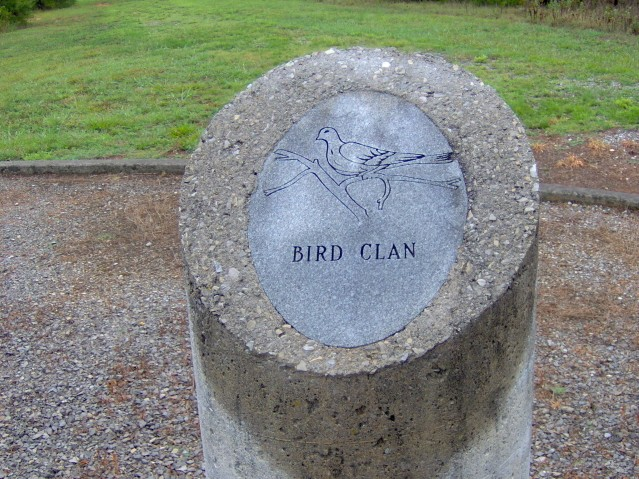
鳥

### 鳥Ani Tsiskwa
鳥氏族象徵靈魂，他們擅長以陷阱與吹箭獵捕鳥類。他們亦被視為部落中的傳信人。在部落中他們承載著教導族人接受生命中好的壞的一面才有完整的生命。還有他們是部落中唯一被允許收集鳥羽毛的一群人。。
他們的象徵色是紫色，象徵的樹木則是楓樹，旗幟則是藍底紅星

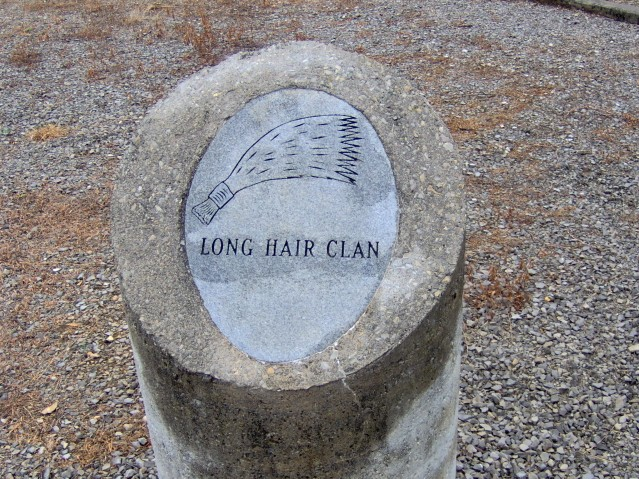
長髮

### 長髮Anigilohi
長髮世族象徵黑夜和白天，而其稱呼Anigilohi中gilohi的意思為長在頭及脖子間的東西，也就是指長髮。這個氏族常常收養戰爭過後的孤兒，也因此這個氏族有了陌生人這個綽號
他們的象徵色是黃色，象徵的樹木則是櫸木，旗幟則是黑底白星。

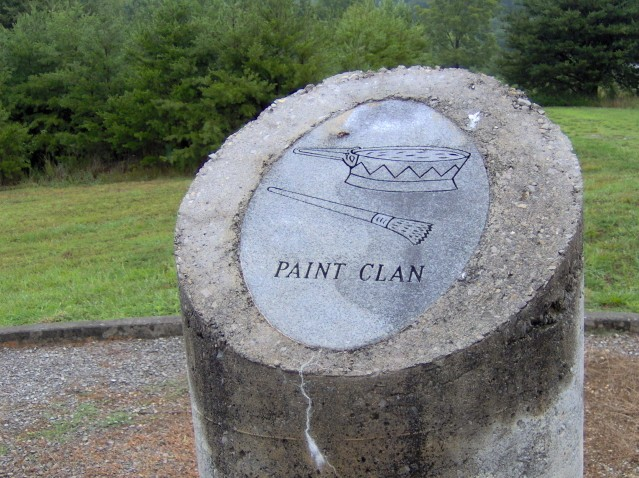
紅畫

### 紅畫Aniwodi
紅畫氏族象徵死亡。但他們同時卻是部落中最出色的醫生，而他們常在部落收成及節慶中替族人們塗上顏料。
他們的象徵色是白色，象徵的樹木則是美國皂莢，旗幟則是黑底紅星。

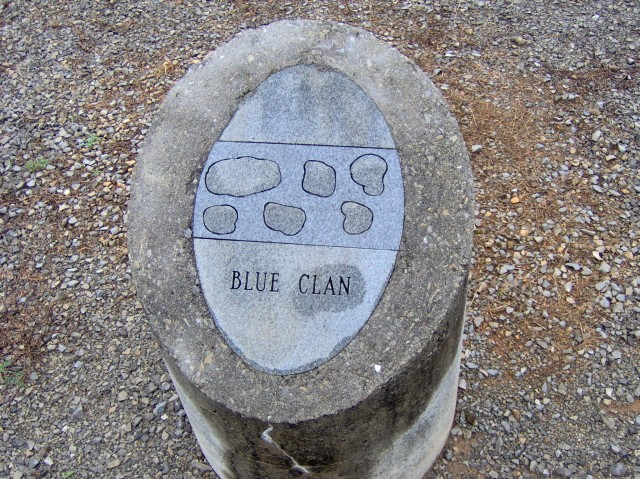
藍植物

### 藍植物Anisahoni
藍植物象徵天空。他們是部落中的藥草提供者，而其中一種作物藍冬青正是使他們被冠上藍植物的原因。在某些地方他們則被稱作豹氏族或野貓氏族。
他們的象徵色是藍色，象徵的樹木則是梣樹，旗幟則是藍底白星。

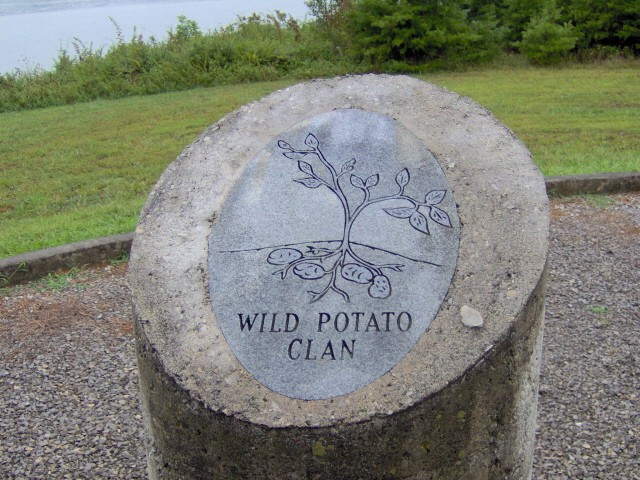
野馬鈴薯

### 野馬鈴薯Anigatogewi
野馬鈴薯象徵食物。這個氏族被視為優秀的馬鈴薯種植家，因為他們能在排水不易的沼澤帶栽培馬鈴薯。他們的氏族名在切羅基語稱Anigatogewi中的字尾gatogewi正是指沼澤的意思。同時他們也擅長將馬鈴薯做成澱粉及麵包等食品。
他們的象徵色是綠色，象徵的樹木則是樺木，旗幟則是黃底綠星。